# Pedostrangalia emmipoda
Pedostrangalia emmipoda är en skalbaggsart som först beskrevs av Étienne Mulsant 1863.  Pedostrangalia emmipoda ingår i släktet Pedostrangalia och familjen långhorningar.
Artens utbredningsområde är:
- Afghanistan.
- Iran.
- Israel.

Inga underarter finns listade i Catalogue of Life.